# Bibelstunde, einmal anders
Bibelstunde, einmal anders (engl. Titel: Simpsons Bible Stories) ist die 18. Folge der 10. Staffel der Serie Die Simpsons. Sie gewann 1999 den Annie Award.

## Inhalt
In der Kirche herrscht pure Langeweile. Aus diesem Grund schläft die Familie ein und träumt jeweils eine Bibelgeschichte, deren Protagonisten jedoch durch die Figuren aus der Serie ersetzt wurden. Marge träumt, sie sei Eva aus Adam und Eva, während Homer ihren männlichen Artgenossen vertritt. Beide leben im Paradies und essen von den Früchten, die ihnen Gott gibt. Gott sagt, sie können alle essen bis auf einen Apfelbaum. Eine Schlange überlistet Adam, und er isst mehrere Früchte, während Eva zunächst seine Handlung ablehnt. Adam schafft es aber trotzdem, Eva dazu zu bringen, eine süße Frucht zu essen. In dem Moment sieht Gott, wie Eva den Apfel isst. Er wird wütend und verbannt Eva aus dem Paradies. Adam versteckt seine Apfelreste hinter einem Busch, fühlt sich aber später für Eva schuldig. Beim Versuch, Eva zurück ins Paradies zu bringen, werden beide verbannt. Lisa träumt, wie sie mit Mose, welcher von Milhouse vertreten wird, vom Pharao bestraft wird, indem sie in eine Pyramide eingesperrt werden. Beide können aber aus ihr hinaus klettern. Moses sagt, das jüdische Volk solle die Toilettenspülung mehrerer Toiletten benutzen, welche mit dem Roten Meer verbunden sind. Dadurch können sie das Meer überqueren, weil das Wasser verschwunden ist. Als die ägyptischen Sklavenhalter sie aufhalten wollen, kommt das Wasser wieder zurück. Homer träumt, er sei König Salomo und verurteile zwei Menschen zum Tode, weil diese sich um ihren Kuchen streiten. Daraufhin isst Salomon den Kuchen. Bart träumt, er sei König David und kämpfe gegen den Riesen Goliath. Goliath gewinnt vorerst und wird zum König. David trainiert nun mit Schafen, um sich auf einen erneuten Kampf mit Goliath vorzubereiten. Als David den riesigen Turm hinaufklettert, in dem Goliath lebt, schafft er es, ihn herunterzuschubsen und umzubringen. David erfährt nun aber auch, dass Goliath von seinem Volk geliebt wurde. Er wird verhaftet. Schließlich wacht die ganze Familie Simpson auf. Sie verlässt die Kirche und stellt fest, dass der Weltuntergang begonnen hat.

## Produktion
Die Folge wurde erstmals am Ostersonntag 1999 in den Vereinigten Staaten ausgestrahlt. Sie spielt auf biblische Geschichten aus dem Alten Testament an.